# Guadalbullón
Il río Guadalbullón è un fiume del sud della Spagna; è un affluente del Guadalquivir e scorre nella provincia di Jaén.

## Storia
Storicamente, la valle del fiume fu un'importante via di comunicazione tra l'Alto Guadalquivir e l'interno dell'Andalusia. Le pietre miliari che si trovano nella zona, quattro delle quali nella Cerradura (villaggio del comune di Pegalajar) nel 1975, fanno fede dell'importanza della via di transito che passava per la valle e che fu costruita da Augusto tra l'8 e il 7 a.C.. In concreto un hallado ne La Guardia negli anni '50 proverebbe che il tratto Viniolis-Mentesa apparteneva alla via Acci-Castulo.
Le suddette pietre miliari corrispondono ai sentieri migliori e a ristrutturazioni operate da Adriano (136), Constantino (307-317) e Crispo (317-326).
Nonostante la sua popolarità, la valle del Guadalbullón fu una via pericolosa a causa dell'insicurezza di un terreno montagnoso: scosceso, bagnato continuamente da acque e, parimenti, rifugio di banditi e grassatori, che favoriva sia le imboscate come le ribellioni.
Esempi della suddetta insicurezza si verificarono nell'anno 765 con Ibn al‑Atir e la rivolta di Abd Allah b. Jarasa Asadi sollevatosi contro Abd al-Rahman ibn Mu'awiya nel distretto di Wâdi ‘Abd Allâh, che s'identifica come «Río de La Guardia» o Guadalbullón.

## Portata
Il Guadalbullón ha una portata annua media di 150 hm3/anno.
Questo fiume ha portate estive che storicamente hanno consentito l'irrigazione, inizialmente nel tratto basso vicino alla confluenza con il Guadalquivir, e successivamente, con il boom dell'irrigazione degli uliveti nella provincia di Jaén, si è estesa a tutta la valle.